# Gáborján, Hajdú-Bihar
Gáborján  este un sat în districtul Berettyóújfalu, județul Hajdú-Bihar, Ungaria, având o populație de 914 locuitori (2011). 

## Demografie
Componența etnică a satului Gáborján
     Maghiari (92,35%)
     Romi (6,87%)
     Români (0,78%)
Componența confesională a satului Gáborján
     Reformați (46,83%)
     Fără religie (20,9%)
     Necunoscută (32,28%)
     Alte religii (0,88%)
Conform recensământului din 2011, satul Gáborján avea 914 locuitori. Din punct de vedere etnic, majoritatea locuitorilor (92,35%) erau maghiari, cu o minoritate de romi (6,87%). Nu există o religie majoritară, locuitorii fiind reformați (46,83%) și persoane fără religie (20,9%). Pentru 32,28% din locuitori nu este cunoscută apartenența confesională.